# Lorenzhorn
Lorenzhorn är en bergstopp i Schweiz.   Den ligger i regionen Surselva och kantonen Graubünden, i den sydöstra delen av landet, 140 km öster om huvudstaden Bern. Toppen på Lorenzhorn är 3 048 meter över havet, eller 207 meter över den omgivande terrängen. Bredden vid basen är 4,2 km.
Terrängen runt Lorenzhorn är huvudsakligen bergig. Runt Lorenzhorn är det mycket glesbefolkat, med 5 invånare per kvadratkilometer.. Närmaste större samhälle är Acquarossa, 16,6 km sydväst om Lorenzhorn. 
Trakten runt Lorenzhorn består i huvudsak av gräsmarker.